# Molens Van Orshoven
De Molens Van Orshoven waren in oorsprong een industriële graanmaalderij gelegen aan de Vaart in Leuven. Ze werden genoemd naar de eerste eigenaars. De Molens werden voor het eerst in gebruik genomen in 1873. In de loop van hun bestaan hebben ze verschillende eigenaars en gebruik gekend.

## Geschiedenis

Personeel van de Moulin Van Orshoven voor een paardenkar met vracht. Mogelijk zijn het Pierre-François en Gustave Van Orshoven die poseren bij het paard; zekerheid is er evenwel niet. Foto te dateren omstreeks 1880.

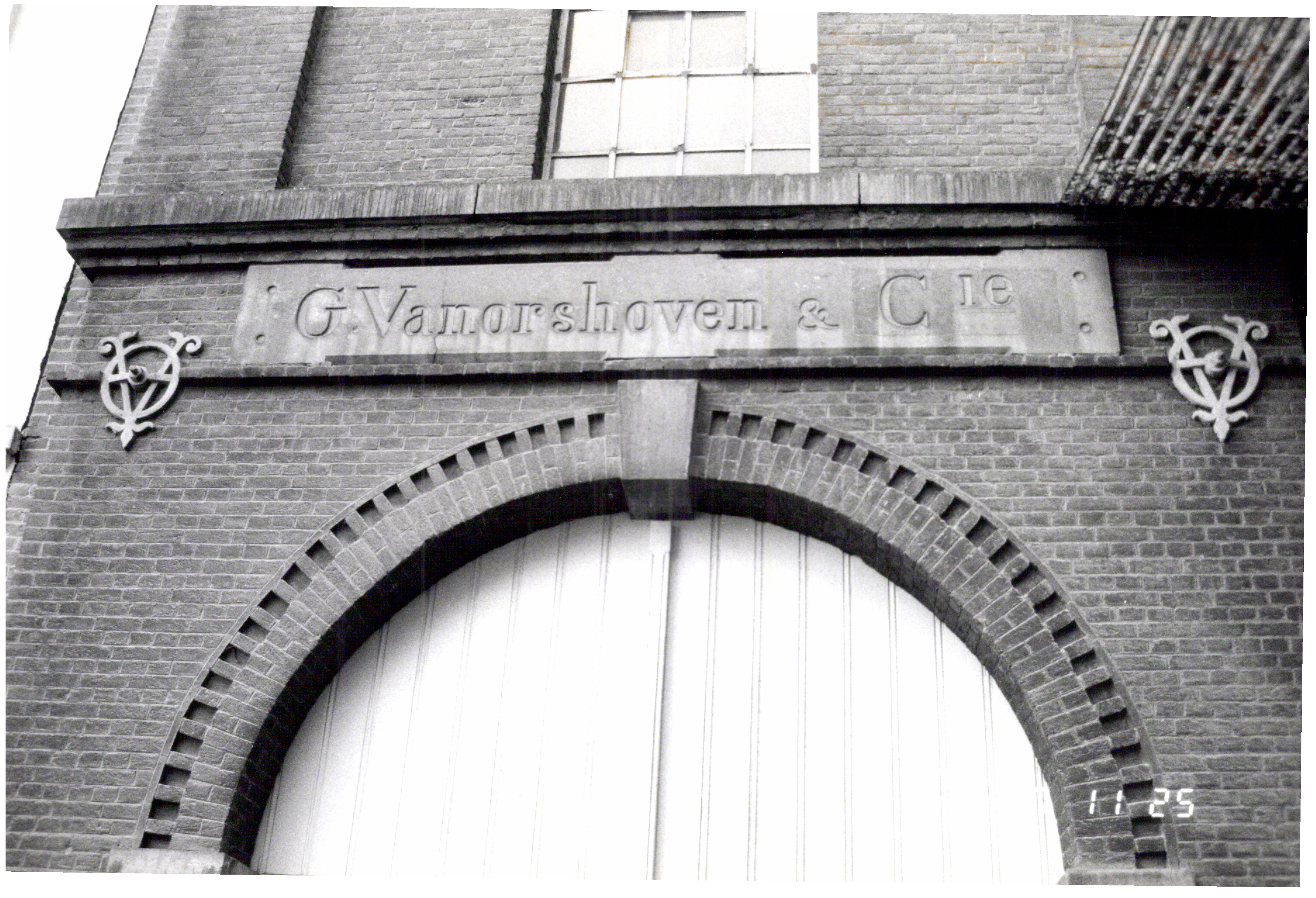
Gedenksteen boven de toegangspoort. Foto van 1997 van de erfgoedcelbeeldbank.

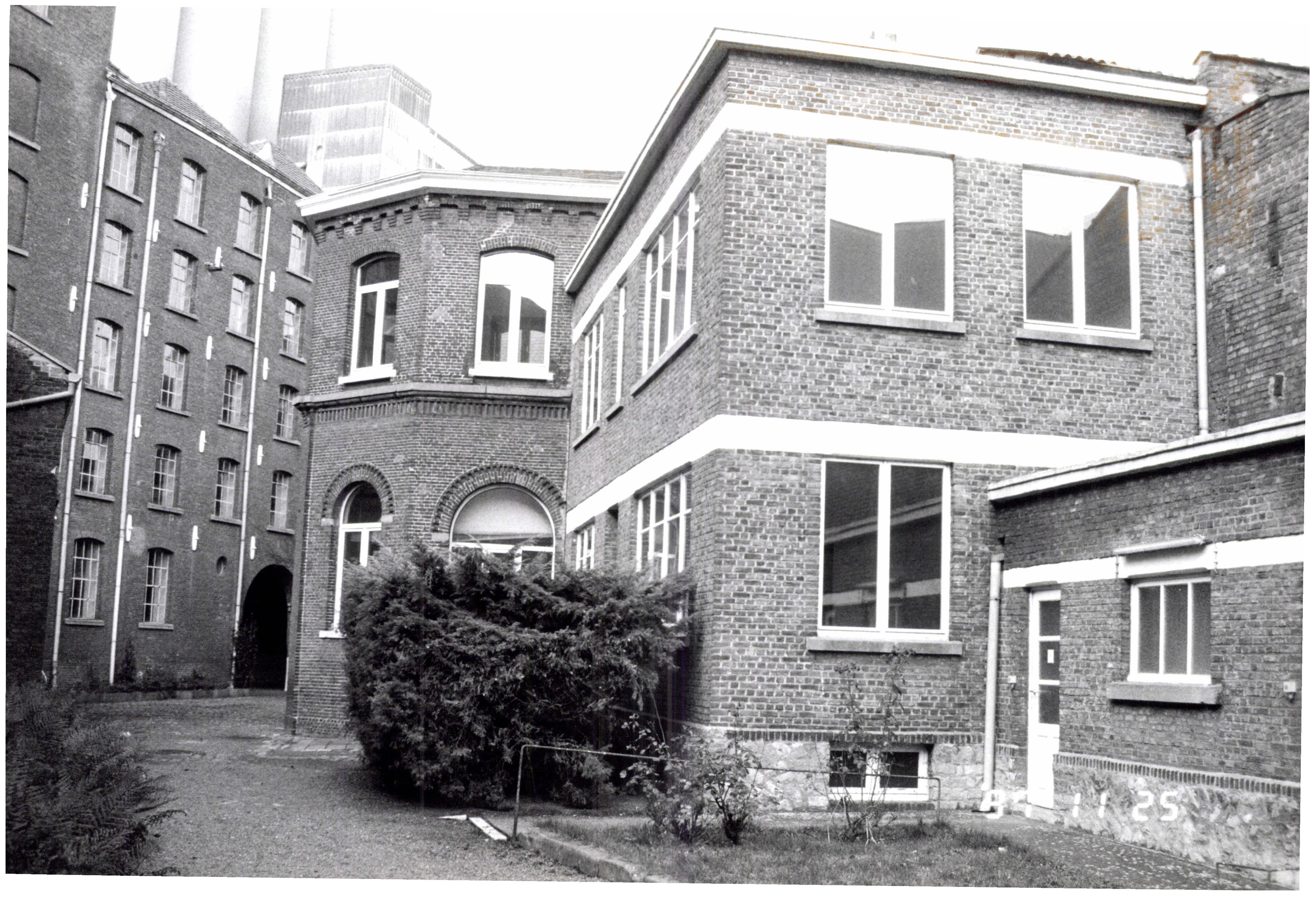
Foto van het binnenplein

In 1873 woonde Pierre François Van Orshoven in het huis op nummer 13 in de Stapelhuisstraat. In 1876-1877 bouwde hij een nieuwe maalderij voor graan met een stoommachine van 25 pk. De gedenksteen boven de toegangspoort is bewaard gebleven. Gustave Van Orshoven en zijn zus deden op 11 maart 1884 een nieuwe aanvraag om een stoommachine van 75 pk te installeren. Twee jaar later, in 1886, ontstond er een brand tijdens kerstnacht, die een groot deel van het complex vernietigde.
Een jaar later werden de oude molengebouwen gesloopt en richtte Pierre François Van Orshoven (PFVO) een nieuw maalderijcomplex op met een magazijn, silo’s en moderne cilindermolens. De maalderij werd uitgerust met een stoommachine van 80 pk. In 1889 werd “Gust. Vanorshoven et Cie” opgericht, de eerste onderneming van de molens. In 1929 werd het bedrijf ontbonden en vervangen door de oprichting van de nv “Anciens Moulins Van Orshoven”. Tijdens het interbellum werd de stoommachine vervangen door een elektrische aandrijving.
Op 12 mei 1944 bombardeerden de geallieerden Leuven. Bijna alles rond de Vaartkom werd volledig in puin gelegd. De molens bleven grotendeels overeind, ze werden in 1946 gedeeltelijk hersteld. In 1973 werd de oude schoorsteen gesloopt en kwamen er nieuwe silo's tussen de maalderij en het pakhuis langs de Havenkant 30-32.
In 1982 werden de activiteiten van de maalderij definitief stopgezet, omdat de onderhoudskosten van de gebouwen niet langer in verhouding stond tot de bedrijfswinsten. De hoge investeringskosten om de brandveiligheid te garanderen gaven in het beslissingsproces de doorslag. Daarna werden de gebouwen gebruikt voor stockage. Vanaf 1990 tot 2012 kregen de gebouwen verschillende functies. In 2002 werd het gebouw geklasseerd als monument en beschreven in de Inventaris Onroerend Erfgoed.
Pieter Janssens plaatste in 2012 een kunstwerk, ‘the Spacewalker’ genaamd, boven de voormalige silo’s van de brouwerijen Artois / Inbev gelegen naast de Molens Van Orshoven. Hij wilde de leegstand van het gebouw aankaarten. Vooral, omdat er ook te weinig ateliers voor jonge kunstenaars beschikbaar waren in de stad. In 2016 brak er brand uit. Daarop werd het kunstwerk van de silo’s gehaald, om na te gaan of het beschadigd was. De verflaag, onderaan het kunstwerk, bladderde af. De kunstenaar herstelde dit en een maand later klom hij naar boven, om het terug te plaatsen.
De stad Leuven kocht het gebouw in 2016, behalve het stuk dat door de brand van 2016 werd beschadigd. Pas in 2020 werd de site in zijn totaliteit eigendom van de stad Leuven. Lalynn Wadera vertegenwoordigde het stadsbestuur, binnen haar ambt als Schepen van Onderwijs, Economie, Diversiteit, Openbaar Groen en Stadsgebouwen, bij het ontwikkelen van dit project.

## Architectuur

Bouwaanvraag voor de installatie van een stoommachine bij de Molens van Orshoven (1884)

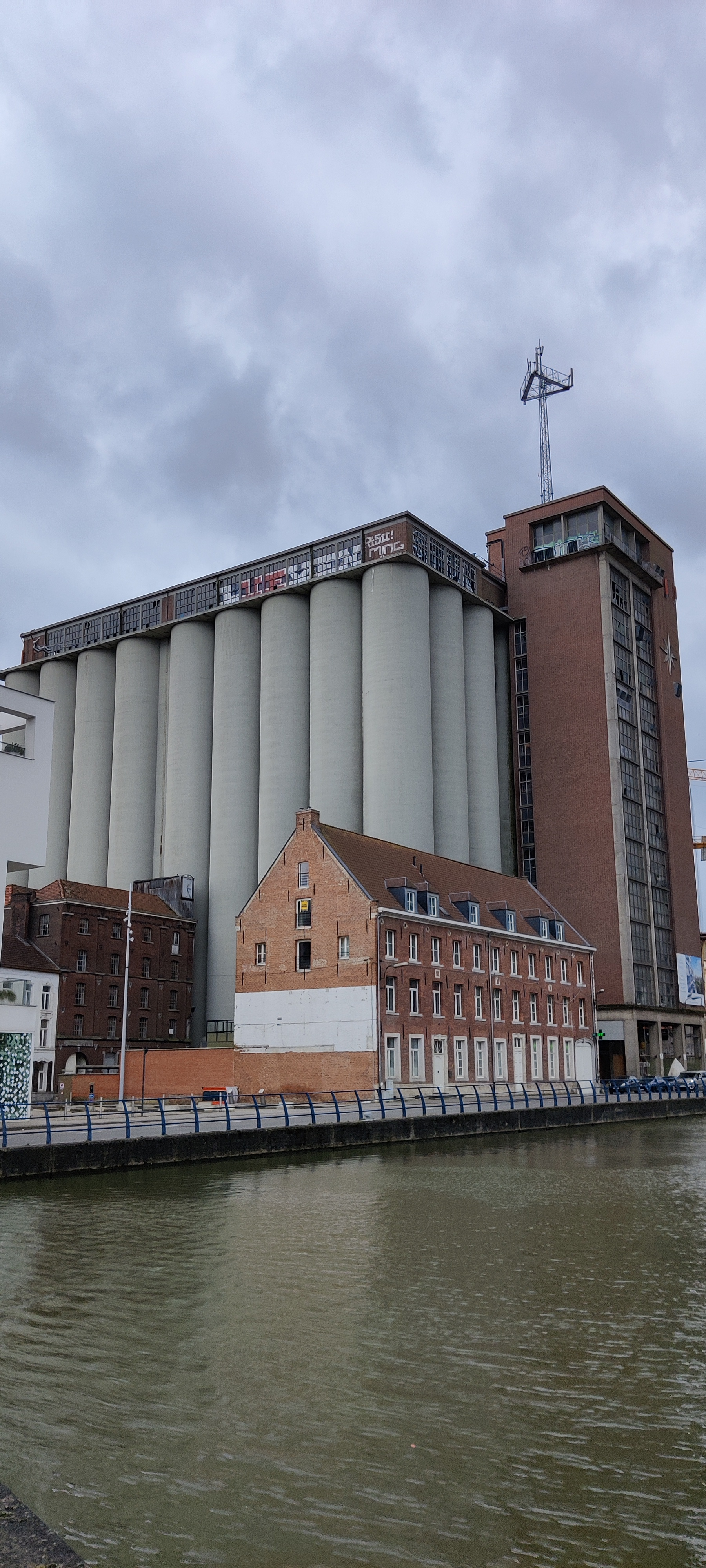
Foto van de silo's in 2022

De site heeft historische waarde, omdat ze een van de laatste restanten is van de 19e-eeuwse industriële ontwikkelingen van de Leuvense Vaartkom. De gebouwen zijn een voorbeeld van de neoclassicistische stijl. De houten binnenstructuur van het magazijn, met typische schoorbalken, is erg waardevol.
De voormalige Molens Van Orshoven liggen in de schaduw van de intussen buiten gebruik zijnde mouterijsilo’s van het vroegere Interbrew. De vroeger aangebouwde delen zijn verdwenen en recent gewijzigd door de bouw van de silos in de jaren 1970. Deze silo stond in verbinding met het grotere molencomplex via een brug over de Stapelstraat, maar werd afgebroken toen het voorhuis werd verbouwd. De toekomst van de silo's is nog onzeker. Reeds in 2006 werd een toelating afgeleverd om de silo's te slopen, maar sindsdien worden er pogingen ondernomen om ze toch een nieuwe bestemming te geven. Op 20 april 2023 gaf de projectontwikkelaar Ertzberg een overzicht van de plannen. Een openbaar onderzoek van de vergunningsaanvraag liep tot 29 april 2023.

## Van maalderij tot leerplek
De molens kregen in 2021 een nieuwe bestemming als maakleerplek, dat een open werkplaats is waar scholen, bedrijven, (creatieve) organisaties en Leuvenaars elkaar ontmoeten, dingen maken en ruimte, materiaal en expertise delen. Er zijn ateliers voor kunstenaars, een laag-en hoogtechnologische werkruimte, een kantine, de kunst en wetenschappen Studio, een samenwerkplek en een bibliotheek met gereedschap. Er bestaan gelijkaardige projecten in Europa: Maakbar (Gent), Maakplaats (Amsterdam), Maakplek (Groningen), MachWerk (München).